# 21572 Нґуєн-МакКарті
21572 Нґуєн-МакКарті (21572 Nguyen-McCarty) — астероїд головного поясу, відкритий 14 вересня 1998 року.
Тіссеранів параметр щодо Юпітера — 3,336.